# Theresienstadt: Ein Dokumentarfilm aus dem jüdischen Siedlungsgebiet
Theresienstadt: Ein Dokumentarfilm aus dem jüdischen Siedlungsgebiet (Nederlands: Theresienstadt: Een documentaire over het vestigingsgebied van de Joden) is een Duitse propagandafilm, geproduceerd tijdens de Tweede Wereldoorlog in het concentratiekamp Theresienstadt. De film werd geschreven en geregisseerd door Kurt Gerron. Aanleiding voor de film was het feit dat de Duitsers het Deense Rode Kruis om de tuin hadden weten te leiden met betrekking tot de situatie van de Joden in het kamp.
Nadat het Rode Kruis had gerapporteerd dat de Joden goed behandeld werden in Theresienstadt (met name doordat de meerderheid van de gevangenen tijdig was gedeporteerd naar Auschwitz), besloten de Duitse autoriteiten de geallieerden ook te bedriegen. Kurt Gerron werd aangesteld om de film te maken, waarin echte gevangenen als acteurs werden ingezet. De Joden moesten het doen voorkomen dat ze in Theresienstadt leefden alsof het een reguliere stad betrof, met winkels, cafés en andere uitgaansgelegenheden. De ondertitel was dan ook Der Führer schenkt den Juden eine Stadt (De Führer schenkt de Joden een stad). De film werd opgenomen gedurende 11 dagen, draaibegin was 1 september 1944. De lengte van de film bedroeg uiteindelijk negentig minuten.
Na de voltooiing en distributie van de film werden de meeste mensen die eraan hadden meegewerkt naar Auschwitz-Birkenau gezonden en na aankomst vergast.

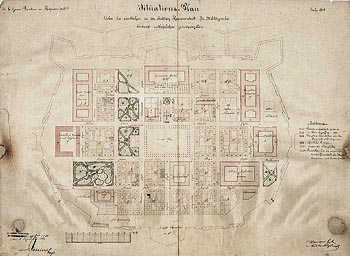
Een plattegrond van Theresienstadt in 1869
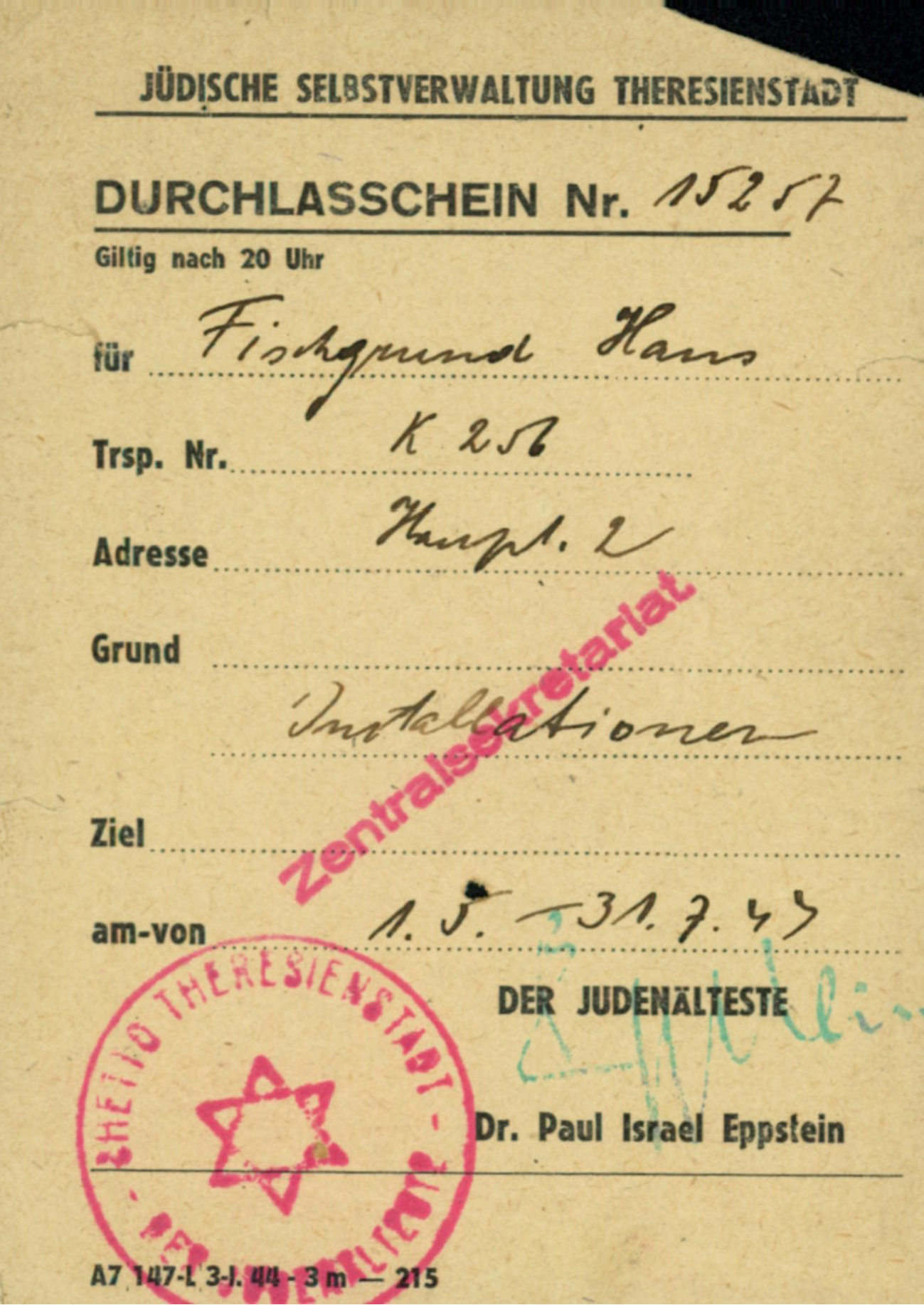
Toegangspas tot filmlocatie van een Joods 'filmmedewerker'